# Aurora X-65 CRANE
Aurora X-65 CRANE (ang. Control of Revolutionary Aircraft with Novel Effectors) – amerykański projekt eksperymentalnego bezzałogowego samolotu, demonstratora technologii użycia systemu aktywnej kontroli opływu (AFC – Active Flow Control) powietrza zamiast klasycznych powierzchni sterowych. Maszyna powstaje na zlecenie amerykańskiej Agencji Zaawansowanych Projektów Badawczych Departamentu Obrony (DARPA).

## Historia
W ramach projektu CRANE, X-65 ma za zadanie sprawdzić efektywność sterowania lotem samolotu, przy użyciu systemu nadmuchiwania strumieni powietrza pod ciśnieniem na powierzchnie sterowe. Regulując ów napływ, będzie można symulować zmiany opływu powierzchni sterowych przez strugi powietrza, generowane przez klasyczne powierzchnie sterowe, klapy, lotki, stery kierunku i wysokości. 17 stycznia 2023 roku Defense Advanced Research Projects Agency zakończyła pierwszą fazę projektu X-65. Druga faza, zakończona krytycznym przeglądem projektu, objęła swoim zasięgiem szczegółowe projektowanie samolotu, jego systemów sterujących i oprogramowanie maszyny. W maju 2023 roku projekt otrzymał oficjalne oznaczenie X-65. W styczniu 2024 roku DARPA poinformowała o uruchomieniu trzeciej fazy projektu. Do budowy demonstratora wybrana została należąca do Boeinga firma Aurora Flight Sciences. Plany zakładają ukończenie samolotu w 2025 roku. Jeśli system aktywnej kontroli opływu okaże się być efektywnym rozwiązaniem, może to pozwolić na usunięcie z konstrukcji płatowców złożonych i ciężkich, klasycznych systemów sterowania lotem.

## Konstrukcja
Samolot został zaprojektowany ze skrzydłami w układzie latającego rombu. Maszyna jest konstrukcją modułową. Dzięki takiemu rozwiązaniu, po zakończeniu projektu CRANE, będzie mogła posłużyć do badań w ramach innych projektów i programów. X-65 będzie wyposażony w obydwa systemy sterowania lotem, klasyczne powierzchnie sterowe i system AFC. Ma to pozwolić na równoległe badanie i porównywanie efektywności obydwu rozwiązań. 